# Ріку Кірі
Ріку Кірі — (англ. Riku Kiri, нар. 5 квітня 1963, Котка, Фінляндія) — колишній фінський стронгмен та паверліфтер, переможець змагань Найсильніша людина Європи та неодноразовий учасник змагання Найсильніша Людина Світу. Дуже часто Ріку називають «найсильнішим стронгменом, який ніколи не вигравав титул Найсильнішої Людини Світу»

## Життєпис
Відомий стронгмен народився 5 квітня 1963 року в місті Котка, Фінляндія. Вже у віці 19 років він зміг встановити рекорд із присідання (паверліфтинг). Зі зростом 193 сантиметри і вагою 150 кілограмів Кірі протягом всієї кар'єри демонстрував вражаючі скутки як, наприклад, його мертве зведення однією рукою в Бірмінгемі коли він зміг підняти 300 кг на З'їзді Ломусів 1992 року. У 1985 році у своєму першому змаганні за звання Найсильнішої Людини Світу він зміг обійти чинного чемпіона — Йона Палла Сігмарссона.
Його «Ахіллесовою п'ятою» була щиколотка. Саме через неї він не зміг пройти далі 2-го місця в 1993 і 3-го в 1996-му. У 1996 році він йшов на рівні з головним претендентом — Магнусоном вер Магнуссоном. Під час змагання з підняття ваги сходами вгору після того, як пролунав свищик до початку він впав через свою травму. У 1998 році він змушений був відмовитися від участі у фіналі і в підсумковому заліку посів шосте місце.
Його основна робота поза змаганнями — охоронець. Також Ріку володіє акціями залу «Золота тренувальна зала-Гельсінкі».
Він двоюрідний брат Конні Ґарнер, Світової чемпіонки з фітнесу що мешкає в Австралії.

## Паверліфтинг
- Присідання — 400 кг
- Вивага лежачи — 302,5 кг
- Мертве зведення — 390 кг